# Executive Master
Pour les articles homonymes, voir Master.
Le master exécutif, appelé plus généralement Executive Master, ou Master of Advanced Studies (MAS, c'est-à-dire Master d'Etudes Avancées en Français) est un diplôme de grade master 2 conçu essentiellement pour les professionnels en milieu de carrière. 
En France, il est parfois confondu à tort avec l'ancien MBA français (appelé Maîtrise en Management des Affaires) qui était un diplôme d'université de niveau bac + 4[réf. nécessaire].
Parmi ces masters, on retrouve généralement les masters exécutifs artistiques, les masters exécutifs en sciences ou les masters spécifiques comme les masters exécutifs en communication, les masters exécutifs en gestion d'entreprise...

## Structure
Un programme de master exécutif est généralement suivi par des travailleurs à temps plein. C'est pour cette raison que ces masters sont souvent adaptés aux horaires des personnes qui le suivent. La majorité des masters exécutifs ont des journées complètes (pas plus d'une semaine entière) de cours par mois sur une période de deux à trois ans.
Cependant, certains masters exécutifs offrent uniquement des cours le soir ou les week-ends. Les programmes les plus courts peuvent être complétés en un an. Selon le Processus de Bologne, les participants au programme doivent obtenir 60 crédits ECTS pour obtenir le diplôme. Dans d'autres systèmes, la durée du programme dépend du nombre total de crédits académiques et le nombre de crédits de cours qu'on peut compléter lors d'un semestre.

## Admission
Les candidats pour un master exécutif doivent généralement répondre aux critères suivants :
- être en possession d'un Baccalauréat universitaire ou d'un diplôme d'études secondaires ;
- avoir entre 4 et 15 ans d'expérience de travail dans leur domaine d'étude (ou un domaine comparable, si le candidat exprime une passion pour le domaine spécifique) ;
- avoir un potentiel de leadership.

Les conditions d'admission peuvent légèrement différer d'un pays à l'autre. Certaines universités ou institutions privées exigent le GMAT, le GRE ou d'autres résultats de tests mathématiques standardisés.

## Exigences d'obtention de diplôme
Le nombre de crédits requis pour l'obtention du diplôme dans le processus de Bologne est de 60 ECTS. Aux États-Unis, les programmes exigent habituellement 33 crédits selon le Département Américain de l'Éducation. Le nombre de crédits peut toutefois différer d'un système de crédit à l'autre. A la fin du programme, les participants doivent avoir terminé une thèse ou un projet pratique, sur lequel ils doivent généralement passer 350-500 heures.

## Master par pays

### Europe
Il y a plusieurs universités en Europe offrant des masters exécutifs ou des programmes équivalents.
En 1999, l'Université de la Suisse italienne, aussi connue comme Université de Lugano, a lancé le premier master exécutif en sciences de communication en Suisse. La langue de travail du programme est en anglais et en 2006, l'Université de la Suisse italienne a lancé un nouveau master exécutif en logistique humanitaire et en gestion pour les professionnels qui travaillent dans des organisations Internationales, des ONG et des agences internationales de développement.
En Grande-Bretagne, le Executive master est un diplôme pour les personnes ayant un Bachelor ou un Msc avec au moins 4 ou 5 ans d'expériences professionnelles. Ce diplôme a été créé afin de se distinguer du MBA qui n'est pas un titre contrôlé[pas clair]. Plusieurs Universités prestigieuses le propose. Par exemple King's College,(qui le présente comme un MBA avec plus d'approfondissements académiques) 
L'Université technique de Munich offre un master exécutif en gestion d'entreprise en allemand et en anglais.
En France, un programme d'Executive Master est offert par l'Université Paris-Sorbonne en français. HEC ainsi que l'Université Paris-Dauphine et l'Ecole Polytechnique proposent également des Master Exécutifs ou Master of Advanced Studies.
L'INSEAD propose également ces Executive Masters dans les domaines de la Finance et de l'accompagnement du changement.
En Belgique, certaines universités ainsi que certaines hautes écoles catholiques comme l'IHECS ou l'ICHEC organisent des masters exécutifs sous le nom d'Executive Master. Organisées à titre privé, ces formations sont sanctionnées par un Certificat d'université sans grade académique. La Rotterdam School of Management offre des masters en communication d'entreprise sur un poste de niveau supérieur dans les Pays-Bas. L'Universitat Politéctina en Catalogne offre un master en gestion de projets informatiques depuis 2011. La Geneva Academy of International Humanitarian Law and Human Rights propose un master exécutif en situation de conflit armé depuis 2011. 

### Océanie
La Graduate School of Humanities and Social Sciences de l'Université de Melbourne offre un Executive Master of Arts. La Australia and New Zealand School of Government (en) (ANZSOG) offre un programme Executive Master of Public Administration en collaboration avec diverses universités en Australie et Nouvelle-Zélande.

### Amérique
L'Université de Binghamton offre un programme de master en sciences des systèmes de santé à Manhattan. Les avantages de ce programme comprennent :
- un avantage concurrentiel accru pour les rôles de leadership dans la transformation des systèmes de prestation de soins de santé
- la capacité d'identifier et de résoudre les problèmes d'efficacité des systèmes de santé en utilisant des techniques d'ingénierie de systèmes, d'analyse de données et d'amélioration des processus.
- une mise en relation avec des professeurs et des professionnels expérimentés ayant fait leurs preuves dans le domaine[8].

### Afrique
À Kinshasa, en République Démocratique du Congo, la Kinshasa Management School (KMS), partenariat entre l'Institut Supérieur de Commerce et l'Université de Liège offre un Executive Master en Gestion et Droit de l'Entreprise.